# Карна (приток Лебёдки)
Карна — река в России, протекает в Лебяжском районе Кировской области. Устье реки находится в 8,7 км по правому берегу реки Лебёдка. Длина реки составляет 20 км.
Река начинается в 12 км к юго-западу от посёлка Лебяжье. Река течёт на северо-восток, затем на северо-запад. В деревне Курени принимает справа крупнейший приток — Рынку. Впадает в Лебёдку у деревни Михайловщина.

## Данные водного реестра
По данным государственного водного реестра России относится к Камскому бассейновому округу, водохозяйственный участок реки — Вятка от города Котельнич до водомерного поста посёлка городского типа Аркуль, речной подбассейн реки — Вятка. Речной бассейн реки — Кама.
Код объекта в государственном водном реестре — 10010300412111100037730.